# Castiglione Chiavarese
Castiglione Chiavarese est une commune italienne de la ville métropolitaine de Gênes dans la région Ligurie en Italie.

## Administration
| Période                                  | Période  | Identité           | Étiquette | Qualité |
| ---------------------------------------- | -------- | ------------------ | --------- | ------- |
| 7 juin 2009                              | En cours | Giovanni Collorado |           |         |
| Les données manquantes sont à compléter. |          |                    |           |         |

### Hameaux
Campegli, Casali, Conio, Fiume, Casa del Monte, Masso, Mereta, Missano, San Pietro Frascati, Velva, Velva Santuario

### Communes limitrophes
Carro, Casarza Ligure, Deiva Marina, Maissana, Moneglia.